# Эшфорд и Симпсон
Эшфорд и Симпсон (Ashford & Simpson) — американский дуэт исполнителей, а также продюсерский и авторский тандем, состоящий из супругов Николаса Эшфорда (англ. Nickolas Ashford; 4 мая 1941 — 22 августа 2011) и Валери Симпсон (англ. Valerie Simpson; род. 26 августа 1946). Существовал с 1964 года и вплоть до смерти Ника в 2011 году.
Пара получила известность в основном как авторы песен, в частности они написали такие хиты как «Ain’t No Mountain High Enough», «You’re All I Need To Get By», «Ain’t Nothing Like the Real Thing» и «Reach Out and Touch (Somebody’s Hand)», «I’m Every Woman», «Is It Still Good to You?» и других.
В 2002 году дуэт был включён в Зал славы авторов песен, в 1996 году Американское общество композиторов, авторов и издателей представило их к своей высшей награде «Founder's Award».

## Дискография
- Gimme Something Real (1973)
- I Wanna Be Selfish (1974)
- Come As You Are (1976)
- So So Satisfied (1977)
- Send It (1977)
- Is It Still Good To Ya (1978)
- Stay Free (1979)
- A Musical Affair (1980)
- Performance (1981)
- We’D Like You To Meet (1982)
- Street Opera (1982)
- High Rise (1983)
- Solid (1984)
- Real Love (1986)
- Love Or Physical (1989)
- Been Found (1996)